# Een etmaal na de laatste nacht
Een etmaal na de laatste nacht is een hoorspel van Lajos Maróti. 24 Stunden nach der letzten Nacht werd op 4 december 1974 door de Norddeutscher Rundfunk uitgezonden. Theun de Vries vertaalde het en de VARA zond het uit op woensdag 17 augustus 1977. De regisseur was Ad Löbler. Het hoorspel duurde 75 minuten.

## Rolbezetting
- Jules Croiset (Giordano Bruno)
- Peter Aryans (de paus)
- Fé Sciarone (de engel)
- Jan Borkus (de schildwacht)
- Sacco van der Made (de eerste wachtcommandant)
- Tonny Foletta (de tweede wachtcommandant)
- Paul van der Lek (de kamerheer)
- Frans Somers (Bellarmini)
- Donald de Marcas & Gerrie Mantel (verdere medewerkers)

## Inhoud
Het is een historisch feit dat de verbranding van de Italiaanse filosoof Giordano Bruno een dag later gebeurde dan gepland was. De auteur vertelt het fictieve verhaal van de nacht die op de "laatste" volgde. Giordano Bruno moet in die nacht twee proeven doorstaan. De eerste is de botsing met de paus. Hij deelt Bruno mee dat hij reeds veel vroeger tot dezelfde wetenschappelijke inzichten gekomen is. Bruno’s inkerkering en het ketterproces zouden enkel gearrangeerd zijn om met de opzienbarende nieuwe leerstellingen de vooruitgang te dienen. Bruno wijst deze argumentatie af, maar in de eenzaamheid van zijn cel wacht hem een nieuwe "verzoeking": de engel des doods kondigt hem Albert Einstein aan, die 300 jaar later zal bewijzen dat Bruno foutief over de oneindigheid van het heelal gedacht heeft. Bruno vermoedt de juistheid van de nieuwe denkwijze, maar ziet uiteindelijk ook in dat zijn ontdekkingen nu nog belangrijker zijn... Met deze dialectische twijfel van Einstein stelt Bruno in een tweede gesprek de paus op de proef. Deze blijkt een starre dogmaticus te zijn en hij stelt een ruilhandel voor: hij wil zich in Bruno’s plaats laten verbranden; Bruno moet vluchten. Het is echter te laat. Vooraleer Bruno op dit voorstel kan reageren, komen de beulsknechten hem halen om hem naar de brandstapel te brengen…